# Ульман Кирило В'ячеславович
Кирило В'ячеславович Ульман — молодший сержант Збройних сил України, учасник російсько-української війни. Герой України (2025, посмертно).

## Життєпис
Родом з Дніпропетровська.
До 24 лютого 2022 року був підприємцем, заснував компанію-виробника комбучі Godzyki — напою на основі чайного гриба..
Під час повномасштабного російського вторгнення проходив службу у протитанковому батальйоні 3-ї окремої штурмової бригади.
Загинув 15 лютого 2024 року в районі міста Авдіївка прикриваючи вихід українських військ з міста.

## Нагороди
- звання Герой України з удостоєнням ордена «Золота Зірка» (5 травня 2025, посмертно) — за особисту мужність і героїзм, виявлені у захисті державного суверенітету та територіальної цілісності України, самовіддане служіння Українському народові[5].
- Нагрудний знак «Золотий хрест»[6].